# 十字街站 (南昌市)
十字街站位于中华人民共和国江西省南昌市青云谱区十字街与洪城路和南关口街之间，是南昌地铁3号线的地铁车站，车站于2020年12月26日和3号线一同启用。

## 车站结构
车站为地下二层岛式车站:55；南端设一条单渡线:36。

### 楼层
| 1层  | 地面               | 出入口                       |  |  |
| -1层 | 站厅               | 自动售票机、客服中心         |  |  |
| -2层 |                    | █ 3号线 往银三角北（京家山） |  |  |
|      | 岛式站台，左侧开门 |                              |  |  |
|      |                    | █ 3号线 往京东大道（绳金塔） |  |  |

### 出入口
| 编号                   | 指示           | 图片 | 建议前往的目的地                                                               |
| ---------------------- | -------------- | ---- | ------------------------------------------------------------------------------ |
| 出口 · 1L              | 十字街         |      | 君安小区、中国人民解放军第908医院                                              |
| 出口 · 2L              | 洪城路         |      | 国贸广场、南昌市第十六中学                                                     |
| 3-1                    | 王府井购物中心 |      | 正盛商业中心、王府井正街                                                       |
| 3-2                    | 王府井购物中心 |      | 正盛商业中心、王府井正街                                                       |
| 出口 · 4L · 升降机标志 | 十字街         |      | 王府井购物中心、百合公馆、南关口街、星悦汇、新丰丽都花园、江西司马庙建材大市场 |
| 註： 設有              |                |      |                                                                                |

## 历史
- 在2012年的规划中显示该站名为“洪城路站”[2]。
- 2014年1月23日3、4号线优化调整规划批前公示，4号线不再经过本站[3][4]。
- 2014年3月21日公布的“南昌市城市快速轨道交通建设规划（2014-2020）环评”显示本站名为十字街站[5]。
- 2015年5月5日《南昌市城市轨道交通第二期建设规划(2015-2021)》得国家发改委批复，显示本站名为“十字街站”[6]。
- 2015年7月20日南昌市轨道交通3号线工程环境影响评价文件拟受理情况的公示，[7]公布了《南昌市轨道交通3号线工程环境影响报告书（公示稿）》[1]。
- 2015年8月4日《关于南昌市轨道交通3号线工程规划选址的批前公示》，“十字街站”位于洪城路与十字街交叉口的南侧[8][9]。